# Martinho de Zamora

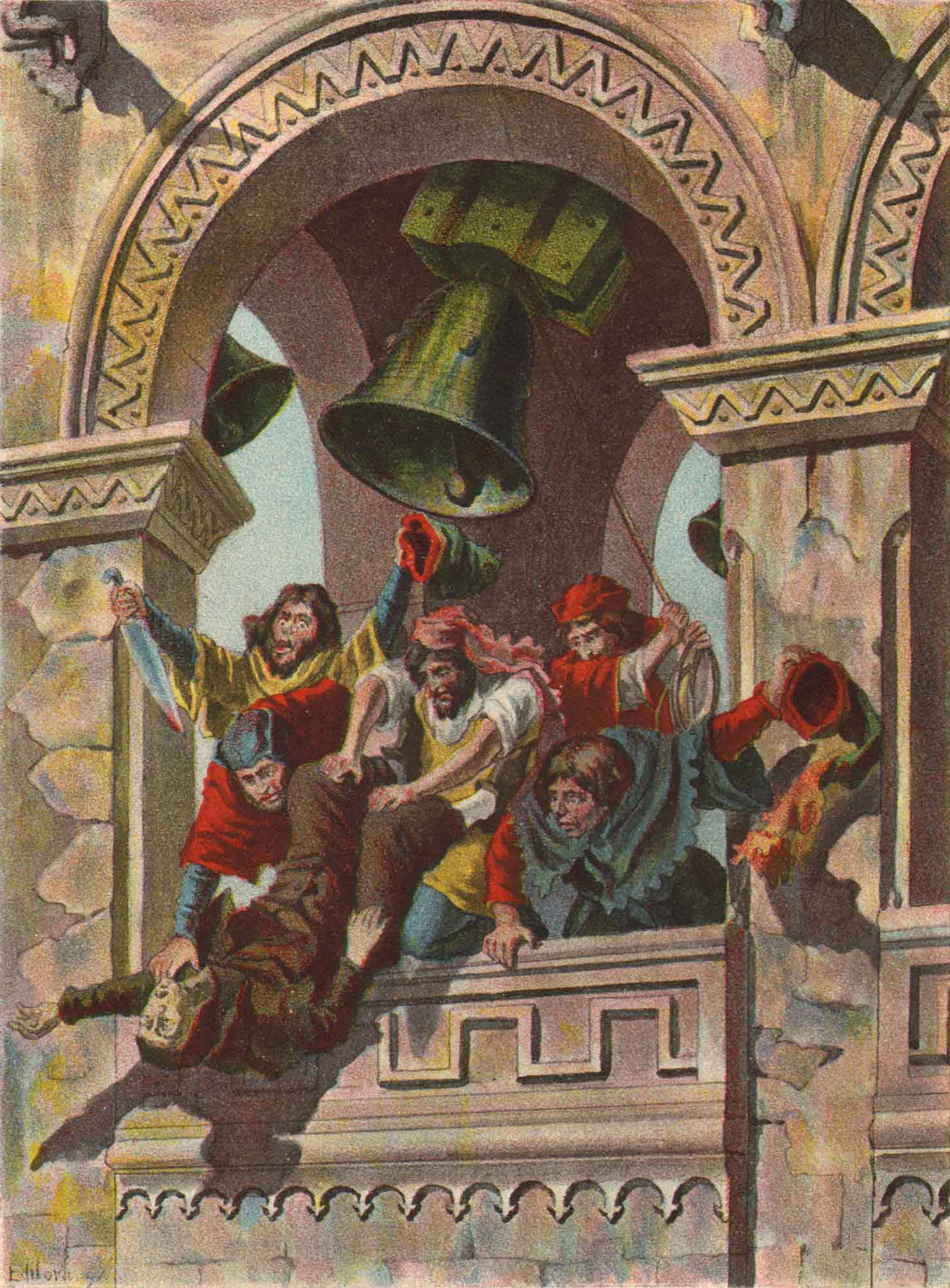
Ilustración de Roque Gameiro, en Leonor Telles (de Marcelino Mesquita, 1904), que muestra al pueblo de Lisboa matando al obispo D. Martinho de Zamora durante el interregno portugués de 1383-1385.

Martinho de Zamora (nacido en Zamora, España, y muerto en Lisboa el 6 de diciembre de 1383) también llamado Martinus Lusitanus y Martin de Portugal fue un pseudocardenal del siglo XIV creado por el antipapa de Aviñón Clemente VII.
Prior de Vimara en la diócesis de Braga. Elegido obispo de Silves el 7 de febrero de 1373. Posteriormente fue transferido a Lisboa.
Fue embajador del rey de Portugal en Francia (hacia 1380).
Fue asesinado el 6 de diciembre de 1383 en una revuelta que se produjo en la catedral tras el asesinato del conde Juan Fernández de Andeiro, favorito de Leonor Téllez de Meneses. Fue defenestrado y su cuerpo se estrelló contra el patio de la Catedral. Su condición de castellano-leonés, de ser partidario del antipapa Clemente VII y el hecho de no haber tañido las campanas para celebrar la muerte del conde habían desatado la ira previamente. Su cadáver desnudo fue arrastrado por la ciudad y su cuerpo abandonado a los perros en la plaza de Rossio. Estos hechos ocurrieron diecisiete días antes de su promoción, pues las noticias de su muerte no llegaron a Aviñón en el momento del consistorio (23 de diciembre de 1383).